# みどり市立笠懸東小学校
みどり市立笠懸東小学校（みどりしりつ かさかけひがししょうがっこう）は、群馬県みどり市笠懸町阿左美にある公立小学校。

## 所在地
- 群馬県みどり市笠懸町阿左美1010

## 沿革
- 1976年（昭和51年）4月1日 - 笠懸村立笠懸東小学校として開校。
- 1977年（昭和52年）12月20日 - 高草木昭允作詞による校歌制定。
- 1990年（平成2年）4月1日 - 町制施行により笠懸町立笠懸東小学校となる。
- 2006年（平成18年）3月27日 - 町村合併によりみどり市が発足し、みどり市立笠懸東小学校となる。

## 学区
- みどり市笠懸町阿左美の一部[1][2]

## 学校周辺
- みどり市立笠懸南中学校
- 群馬県道68号桐生伊勢崎線
- 群馬県道78号太田大間々線
- 国道50号
- 両毛線：岩宿駅
- 東武桐生線：阿左美駅
- 桐生競艇場
- 桐生大学